# Mayville, Wisconsin
Mayville là một thành phố thuộc quận Dodge, tiểu bang Wisconsin, Hoa Kỳ. Năm 2000, dân số của thành phố này là 4902 người.